# کاتیلین اندرسون
کاتیلین اندرسون (انگلیسی: Kathleen Dawson؛ زادهٔ ۳ اکتبر ۱۹۹۷) شناگر زن اهل بریتانیا است.
وی در مسابقات کشوری و بین‌المللی در مجموع برندهٔ ۵ مدال طلا، ۱ مدال نقره، ۲ مدال برنز شده‌است.